# Playdate
Playdate — це портативна гральна консоль, розроблена компанією Panic. Пристрій оснащений чорно-білим дисплеєм і кнопками; його відмінність від подібних консолей полягає в невеликі корбі, що слугує для керування в іграх.
Консоль була анонсована в травні 2019 року, а випущена в квітні 2022 року.

## Дизайн і оснащення
Консоль виконана в формі пласкої коробочки жовтого кольору, розміром 76×74×9 мм, масою 86 г. На передній широкій грані розташований чорно-білий рідкокристалічний дисплей роздільністю 400x240 пікселів. Дисплей не має підсвічування, але кожен піксель може запам'ятовувати свій стан, подібно до електронного паперу, і споживає енергію лише коли зображення оновлюється. В дисплея широкий кут огляду — 170°. Під дисплеєм розташована хрестовина та дві кнопки (A і B) для керування в іграх. Вгорі біля дисплея є кнопка «Додому», кнопка блокування та динамік. Праворуч на вузькій грані — корба, яку можна обертати в два боки. У нижній частині пристрою є зарядний порт USB-C і 3,5-мм роз'єм для навушників. Жовтий шнур USB-C — USB-A для заряджання консолі поставляється в комплекті. Заявлений час роботи — 14 днів у режимі очікування та 8 годин роботи від батареї.
Процесор пристрою — це Cortex M7 SDK частотою 168 МГц. Playdate має 16 Мб оперативної пам'яті та 4Гб постійного сховища.
У кожному кутку, крім верхнього лівого, є три маленькі отвори, які можна використати, щоб пронизати крізь них мотузку та носити Playdate як брелок.
Для Playdate компанія Panic анонсувала два аксесуари. Це фіолетова обкладинка, випущена одночасно з пристроєм у 2022 році, та жовта «стерео док-станція», яка заряджає Playdate і функціонує як Bluetooth-динамік і радіоприймач, дата випуску якої невідома.

## Ігри
Власники Playdate спочатку отримували впродовж кожного «сезону» по 12 ігор, які заздалегідь були невідомі. Коли через Wi-Fi завантажувалася нова гра, індикатор на Playdate блимав, інформуючи про оновлення. Всього відбулося два сезони. 7 березня 2023 року було додано каталог ігор і власники Playdate змогли купувати та завантажувати їх прямо з пристрою.
Ігри для Playdate створені Panic, а також незалежними розробниками ігор, такими як Кейта Такахаші, Зак Гейдж, Беннет Фодді, Шон Інман і Чак Джордан. Більшість із цих ігор використовують корбу Playdate, але є й такі, що не потребують її. Ігри створюються за допомогою відкритого набору програмного забезпечення (SDK), який включає симулятор і налагоджувач. SDK сумісний як з мовами програмування C, так і з Lua. Він доступний для macOS, Windows і Linux. Простіші ігри з використанням тайлів можна створювати за допомогою Pulp, простішого інструменту розробки ігор від Panic.

## Продажі
Спочатку випуск Playdate був призначений на початок 2020 року, але попередні замовлення були відкладені до 29 липня 2021 року. Ціна склала $179. Panic продала за попередніми замовленням 20 тис. одиниць, які планувалося відправити в 2021 році. Проте доставка Playdate покупцям почалася 18 квітня 2022 року.
18 квітня 2023 року Panic підтвердила, що продано понад 53 тис. одиниць, але відправлено 27 тис. із них. Це перевищило очікування Panic.

## Сприйняття
Після випуску Playdate загалом отримала позитивне сприйняття. Критика була спрямована головним чином на відсутність підсвічування дисплея і тривалий час доставки.